# 129
Cette page concerne l'année 129  du calendrier julien. Pour l'année 129 av. J.-C., voir 129 av. J.-C. Pour le nombre 129, voir 129 (nombre).
L'année 129 est une année commune qui commence un vendredi.

## Événements
- Mars : Hadrien embarque d'Éleusis pour Éphèse après avoir passé l'hiver à Athènes[1]. Il continue ses voyages inspectant maintenant la Carie, la Cilicie, la Cappadoce et la Syrie.
- 27 avril : Hadrien est à Laodicée du Lycos[1].
- 23 juin : Hadrien séjourne à Antioche[1].

- Construction à Lambèse d’un nouveau camp de défense de la Numidie par les légions romaines (Legio III Augusta)[2].

## Naissances en 129
- Claude Galien, médecin grec (date probable).
- Liu Hong (mort en 210), fonctionnaire, astronome et mathématicien chinois.

## Décès en 129
- Mihrdat Ier de Mtskheta.
- Juste, évêque d'Alexandrie (date probable).